# Koffi Olympio
Koffi Olympio (Lomé, 18 aprile 1975) è un ex calciatore togolese, di ruolo difensore.

## Carriera

### Nazionale
Ha debuttato in Nazionale l'8 ottobre 2000, in Togo-Uganda (3-0). Ha partecipato, con la Nazionale, alla Coppa d'Africa 2002. Ha collezionato in totale, con la maglia della Nazionale, 8 presenze.